# تاتسویا کواجیری
تاتسویا کواجیری (انگلیسی: Tatsuya Kawajiri؛ زادهٔ ۸ مهٔ ۱۹۷۸) ورزشکار هنرهای رزمی ترکیبی و جودوکار اهل ژاپن است.